# Ступин, Алексей Дмитриевич
Алексе́й Дми́триевич Сту́пин (1846—1915) — один из крупнейших российских книготорговцев-издателей 1870—1880-х годов, основатель книгоиздательства (1868—1918) в Москве.

## Биография

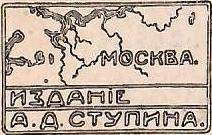
Издательство А. Д. Ступина (эмблема)

Алексей Ступин начал карьеру в книжной лавке Шарапова в должности приказчика.
Мечтая о собственном деле, Ступин попросил однажды у своего хозяина разрешения выпустить книжку, которая тогда страшно занимала его воображение. Он обожал танцы, хотя сам и не танцевал; иллюстрированный самоучитель танцев, по его мнению, должен был сыграть соответствующую воспитательную роль. Так появилось первое издание Ступина, выдержавшее в короткий срок несколько тиражей. Тогда он попросил хозяина разрешить ему открыть самостоятельное издательство.
Сняв маленькую лавку, Ступин приступил к книгоиздательской деятельности, вскоре расширив своё помещение, арендовав у церкви «Святого Духа» половину квартиры священника на первом этаже, где устроил склад и издательство. Быстрому росту оборотов помогло и то, что А. Д. Ступин являлся одновременно и комиссионером синодальной типографии, выпускавшей книги духовного содержания; они отлично расходились как обязательный товар среди духовенства. Кроме того, Ступин сумел добиться рекомендации многих своих изданий через Ученый комитет Министерства народного просвещения, Ведомства учреждений императрицы Марии и Ученый комитет при Святейшем Синоде; виза этих учреждений увеличивала распространение изданий среди библиотек.

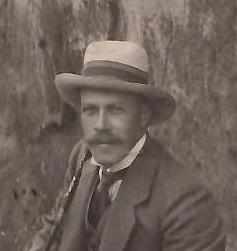
Алексей Алексеевич Ступин
(сын А. Д. Ступина)

Издательство А. Д. Ступина первоначально выпускало лубочную, религиозную, народную, художественную (в том числе детскую), справочную и учебную литературу и находилось на Никольской улице в доме Заиконоспасского монастыря.
В конце XIX века издательство стало выпускать в основном художественную литературу, в том числе произведения А. С. Пушкина, М. Ю. Лермонтова, В. А. Жуковского, А. В. Кольцова, И. А. Крылова, Д. Н. Мамина-Сибиряка, Н. С. Лескова, сказки X. К. Андерсена, О. Уайльда, М. Метерлинка, русские сказки и былины, финский эпос «Калевала».
Специализировался Ступин главным образом на детской литературе, среди которой основной серией была известная серия миниатюрного формата «Библиотечка Ступина». Он довел это издание до ста двадцати названий, причем некоторые из них, как «Азбука-крошка», «Книжка-первинка», переиздавались до десяти раз.
Начался выпуск серийных изданий «Общедоступная библиотечка». С 1889 стал ежегодно выходить «Современный календарь».
В ступинской библиотечке были сказки, рассказы, исторические были, путешествия, популярные очерки о жизни природы, игры, забавы и т. п. в очень примитивном изложении. Выпускалась библиотечка тиражом от двух до десяти тысяч экземпляров.
В целях рекламы своей библиотечки Ступин в дальнейшем стал даже выдавать премию: оптовым покупателям всех номеров книг он прилагал шкафчик, чтобы, как он говорил, его библиотечка имела еще более «изячный» вид и бросалась в глаза на прилавке. И дельный издатель, несмотря на сравнительно большую себестоимость шкафчика, не прогадывал.

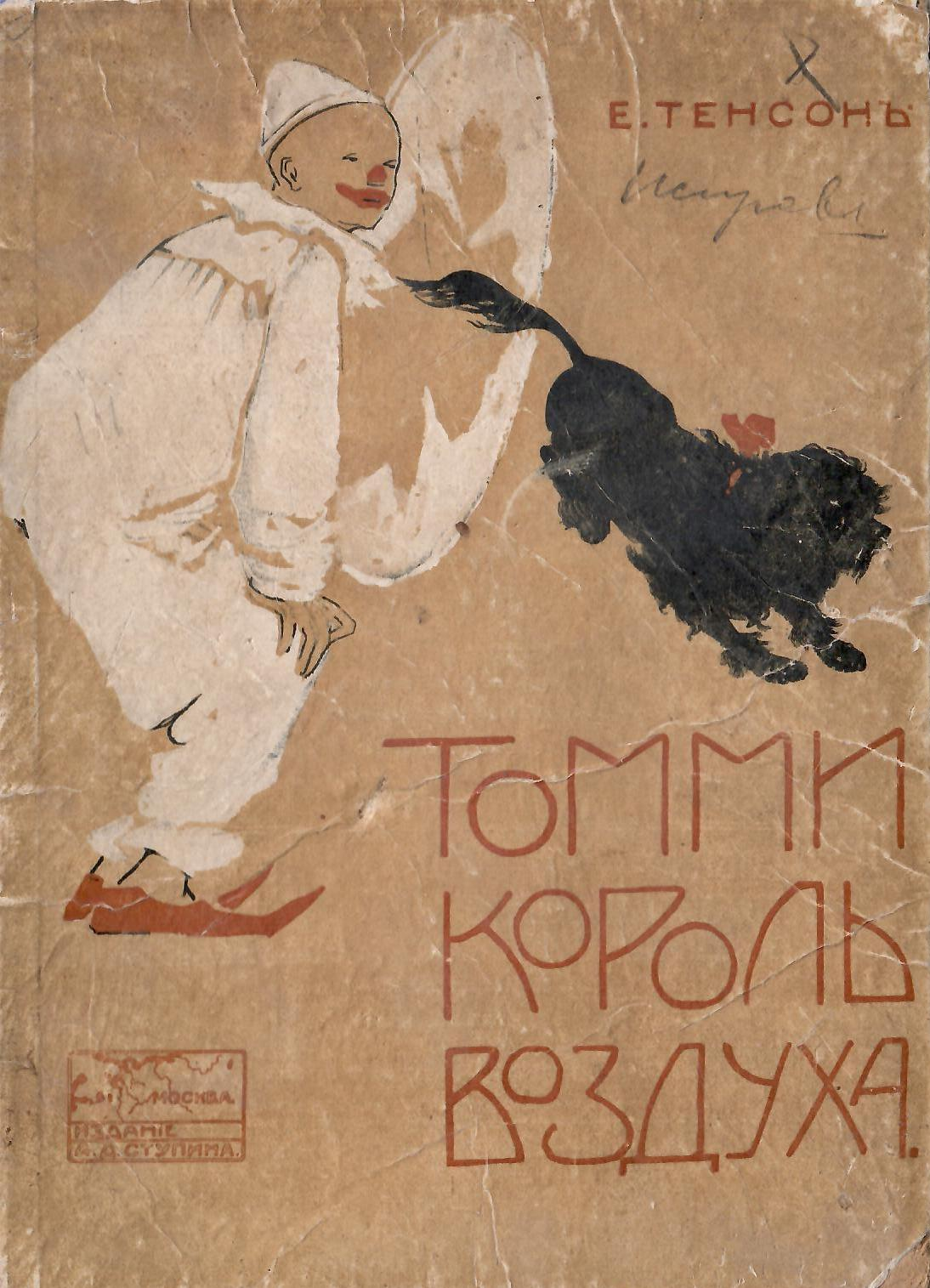
Томми король воздуха (обложка книги, изданной Ступиным). Автор: Е. В. Тенсон-Маковецкая

На свою любимую библиотечку Ступин не жалел денег. За иллюстрации платил он художнику 200 рублей и столько же граверу за каждую книжку. Когда ему задавали вопрос, почему он так делает, это должно давать убыток, Ступин отвечал: «Ишь ты, поди ж ты, я не понимаю! Я ведь рассчитываю сразу на несколько изданий. Первое для меня — всегда малый убыток, второе — небольшая польза, а остальные — тут уж сплошной барыш в карман».
С издательством сотрудничали писатели и педагоги И. П. Деркачёв, В. П. Авенариус, А. А. Фёдоров-Давыдов; художники и гравёры М. В. Нестеров, И. Н. Павлов, И. С. Панов, Н. Н. Каразин, А. П. Апсит, В. В. Спасский, А. С. Янов, К. В. Лебедев.
Ступин любил украшать свои книги гравированными рисунками; иногда на тридцати страничках текста иллюстрации занимали чуть ли не все место. Он предъявлял свои требования и к художникам, и к граверам, и к материалам, и к самой технике издания. Ступинская библиотечка печаталась в лучших московских типографиях, хозяева которых считали честью работать для фирмы Ступина, конкурируя друг с другом. За свои заказы Ступин всегда платил, по собственному выражению, «чистоганом» и никогда не задерживал оплаты счетов".
А. Д. Ступин жил в Малом Кисельном (Чудовском) переулке, дом 5. Умер в 1915 году. Был похоронен на Ваганьковском кладбище; могила утрачена.
Сын А. Д. Ступина ― Алексей Алексеевич Ступин, унаследовавший издательство, продолжал дело отца. А. А. Ступин был женат на оперной певице Евгении Васильевне (Вильгельмовне) Тенсон-Маковецкой (1875—1948). Последние годы жизни вместе с женой проживал на Малой Дмитровке, дом 29, квартира 39. В подвалах дома по этому адресу находился также книжный склад издательства. Издательство прекратило своё существование в 1918 году. Всего издательством выпущено свыше 500 названий книг.